# Hyperolius stenodactylus
Espèce
Statut de conservation UICN

 DD  : Données insuffisantes
Hyperolius stenodactylus est une espèce d'amphibiens de la famille des Hyperoliidae.

## Répartition
Cette espèce est endémique du Cameroun. Elle n'est connue que de Bipinda dans l'ouest de la région du Sud,.

## Taxinomie
Cette espèce pourrait être un synonyme de Hyperolius concolor.

## Publication originale
- Ahl, 1931 : Amphibia, Anura III, Polypedatidae. Das Tierreich, vol. 55, p. 412.